# Pezoloma websteri
Pezoloma websteri är en svampart som beskrevs av Gamundí 1998. Pezoloma websteri ingår i släktet Pezoloma och familjen Leotiaceae.   Inga underarter finns listade i Catalogue of Life.